# Гомельський державний університет імені Франциска Скорини
Гомельський державний університет ім. Франциска Скорини — класичний університет, другий в республіки Білорусь з часу створення. Розташований у місті Гомель.
Університет активно співпрацює з вищими навчальними закладами окупованих Донецька і Луганська .

## Структура
Діють 12 факультетів, 47 кафедр, аспірантура, докторантура, Франко-білоруський інститут управління, Інститут підвищення кваліфікації та перепідготовки кадрів.
Факультети:
- Математичний факультет
- Фізичний факультет
- Біологічний факультет
- Філологічний факультет
- Факультет іноземних мов
- Факультет фізичної культури
- Історичний факультет
- Юридичний факультет
- Геолого-географічний факультет
- Економічний факультет
- Заочний факультет
- Факультет психології та довузівської підготовки

## Історія
В 1929 році постановою ЦВК БРСР було прийнято рішення про відкриття в Гомелі агропедагогічного інституту. До 1933 року інститут вів підготовку вчителів з 2-річним терміном навчання. В 1933 році перетворений в педагогічний інститут з 3-річним терміном навчання, в 1934 — з 4-річним. В 1939 році педінституту надано ім'я В. П. Чкалова.
В 1969 році інститут перетворено на Гомельський державний університет. В 1988 році університетові надано ім'я білоруського першодрукаря Франциска Скорини.
В 1995 році на підставі договорів про співробітництво між ГДУ ім. Ф. Скорини та Оверньскім університетом Клермон-1 (місто Клермон-Ферран, Франція) був створений Франко-білоруський інститут управління.
Основні навчальні приміщення розташовані в п'яти корпусах, три з яких розташовані на вул. Радянська, 1 на вул. Песіна і один на вул. Кірова. Окремими корпусами є спорткомплекс (6 корпус), студентська їдальня та профілакторій (в будівлі якого знаходиться також медичний пункт).
Для вступу в університет необхідно успішно здати централізоване тестування.

## Відомі викладачі
- Охріменко Павло Павлович

## Відомі випускники
- Рассадін Сергій Євгенович
- Климович Леонід Валентинович
- Кабашников Костянтин Павлович